# Pavía (Filipinas)
Pavía es un municipio de la provincia filipina de Iloílo. Según el censo de 2015, tiene 55.603 habitantes. Es una de las localidades que componen al Gran Iloílo-Guimarás.

## Barangayes
Pavía se divide administrativamente a 18 barangayes.
| - Aganan - Amparo - Anilao - Balabag - Purok I (Pob.) - Purok II (Pob.) - Purok III (Pob.) - Purok IV (Pob.) - Cabugao Norte | - Cabugao Sur - Jibao-an - Mali-ao - Pagsanga-an - Pandac - Tigum - Ungka I - Ungka II - Pal-agon |